# Zeno Meloni
Zeno Meloni (6. Dezember 1911 in Rom – Juli 1984 ebenda) war ein italienischer Maler und Ingenieur.

## Leben
Zeno Meloni wurde am 6. Dezember 1911 in Rom geboren. Er war der vierte Sohn von Giovanni Meloni und dessen Frau Giovanna Meloni, die aus Cineto Romano stammten. 1920 gründete sein Vater in Rom ein Stahlwerk, das auf die Herstellung von hydraulischen Komponenten spezialisiert war.
Nach dem beim Liceo Classico Torquato Tasso in Rom erworbenen Schulabschluss folgte ein Studium im Fach Wasserbau an der Universität La Sapienza in Rom, das Zeno 1938 beendete. Von 1941 bis 1974 arbeitete er in der väterlichen Gießerei, die 1974 geschlossen wurde. 1941 lernte er während eines Ferienaufenthaltes in Tagliacozzo Maria Pia Cappai kennen, die er 1945 heiratete.
1926 begann er mit 14 Jahren zu malen. Der Anlass dafür war die Begegnung – in Cineto Romano – mit dem Maler Giuseppe Ciotti (1898–1991), der die einheimische Kirche von San Rocco damals freskierte. Zeno fragte, ob er ihm als Lehrling dabei helfen dürfe, und seitdem entwickelte sich die  Meister-Lehrling-Beziehung zu einer engen, dauerhaften Freundschaft. An Wochenenden fuhren sie zusammen aus der Stadt, um zu malen, und öfters waren sie mit ihren Ehefrauen unterwegs auf Reisen.
Zeno Meloni malte sein ganzes Leben hindurch, ohne dafür zu sorgen, dass seine Werke bekannt werden. Er verschenkte einige Gemälde an Freunde und Verwandte; er dachte aber nie daran, sie auszustellen oder zu verkaufen. Nach einem in Stille verbrachten Leben starb er im Juli 1984 in Rom.

## Die Wiederentdeckung seiner Werke
2011 entdeckte die Kunsthistorikerin Paola Lauro Argan in einem Dachboden mehr als 500 nie ausgestellte, in Vergessenheit geratene Werke. Danach veröffentlichte Argan eine Monografie über Zeno  Meloni, und 2012 fand die erste Ausstellung in Rom statt.